# 塩谷惟縄
塩谷 惟縄（しおのや これつな）は、鎌倉時代の下野国塩谷郡の武将。

## 沿革
喜連川塩谷氏の四代目当主。父惟義の跡を継いで当主となる。塩谷氏は、もともとは河内源氏から派生した一族であったが、本家の塩谷氏は、藤原姓（中原姓、下毛野姓の説もある）である宇都宮氏から養子を迎えて藤姓となり、源姓塩谷氏の血統は、惟縄の祖父惟広の子孫によって辛うじて守られていたが、惟縄の伯父惟守が、和田合戦で和田義盛に加担して討死すると、源姓塩谷氏は、鎌倉での地位を失い急速に衰退していった。
そして、失われた地位や勢力は回復される事なく、惟縄は嗣子にも恵まれず、ついに藤姓塩谷氏から塩谷忠朝を婿養子に迎え家督を継がせる事になった。これにより、喜連川塩谷氏においても源姓から藤原姓に変わり、惟縄を最後の代にして、ここに源姓塩谷氏の血統は断絶した。

## 系譜
- 父：塩谷惟義
- 母：不詳
- 妻：不詳
  - 女子：塩谷忠朝室
- 養子
  - 男子：塩谷忠朝（藤姓塩谷氏の出）

## 参考資料
- 『喜連川町史』